# Гриффитс, Адам
Адам Гриффитс (англ. Adam Griffiths; 21 августа 1979, Сидней, Австралия) — австралийский футболист, полузащитник.

## Карьера

### Клубная карьера
За всё время выступлений Гриффитс успел поиграть за различные команды Австралии, затем провёл год в Бельгии, где выступал за «Остенд», затем перешёл в английский «Уотфорд». 11 июля 2006 года из «Уотфорда» он отправился в другую английскую команду, представляющую первую футбольную лигу «Брентфорд». 16 мая 2007 года «Брентфорд» расторг контракт с игроком и он уже на следующий день подписал контракт с бывшей командой «Ньюкасл Юнайтед Джетс». Его брат-близнец Джоэл также выступал за эту же команду.
Дебют пришёлся на игру первого тура чемпионата Австралии сезона 2007-08 годов против «Перт Глори», а первый гол - на матч пятого тура против «Мельбурн Виктори».
20 ноября 2008 года Гриффитс перешёл в вновь создаваемый «Голд-Кост Юнайтед», который подписал с игроком трёхлетний контракт начиная с сезона 2009-10.
Сыграв всего лишь одну игру за «Голд Кост», Гриффитс переезжает в Саудовскую Аравию, где присоединяется к команде «Аль-Шабаб». Сделка обошлась в 650 тыс.долл. за трансфер, а игрок получал за сезон $1,2 млн. Позднее было сообщено, что Гриффитс покидает «Аль-Шабаб» и по условиям сделки возвращается в австралийскую команду.
3 февраля 2010 года Гриффитс подписал контракт с австралийским клубом «Аделаида Юнайтед», с которым выступал в Лиге чемпионов Азии 2010 года.
В конце 2010 года Гриффитс перебрался в Китай, где помог новой команде «Ханчжоу Гринтаун» выступать в отборочном раунде Лиги чемпионов Азии.

### Международная карьера
Игрок дебютировал за национальную сборную Австралии в 2008 году.

## Личная жизнь
Его брат-близнец Джоэл и младший брат Райан - также профессиональные футболисты. Адам имеет художественное образование, также пишет сценарии и продюсирует.

## Достижения
- Ньюкасл Юнайтед Джетс:

Чемпион А-Лиги, 2007-08